# 竹屋志計子
竹屋 志計子（たけや しげこ、1876年〈明治9年〉5月17日 - 1950年〈昭和25年〉5月11日）は、香淳皇后の女官長。父は竹屋光昭。姉は貞明皇后の典侍を務めた竹屋津根子。

## 生涯
山城国京都で雅楽部長・竹屋光昭の娘として生まれる。また兄弟に南光利・西大路吉光がいる。後に子爵・大河内信好の弟である大河内信成に嫁ぐ。
1930年（昭和5年）に香淳皇后の女官長に就任、1938年（昭和13年）に退官する。

## 栄典
- 1940年（昭和15年）8月15日 - 紀元二千六百年祝典記念章[4]